# Jón Þór Birgisson
Jón Þór Birgisson (pronúncia em islandês: [ˈjouːn ˈθouːr ˈpɪrcɪsɔn]) ou Jónsi (pronúncia em islandês: [ˈjounsɪ]) (nascido em 23 de abril de 1975) é guitarrista, vocalista e líder da banda de post-rock islandesa Sigur Rós. É conhecido por usar um arco de violoncelo para tocar guitarra elétrica, e pelo falsete na voz. Jónsi não possui visão no olho direito e é abertamente homossexual.
Jónsi lançou em 2010 seu primeiro álbum solo, intitulado Go.

## História Musical
Em 1995, Jónsi liderava uma banda chamada Bee Spiders, e ainda usava o nome artístico Jonny B. A banda tocava longas músicas de rock e foi comparada com The Smashing Pumpkins Jónsi também liderou uma banda grunge chamada Stoned entre 1992 e 1993.
Desde então, Jónsi se tornou o líder da banda formada em 1994, Sigur Rós, lançando seu primeiro álbum, Von em 1997, e até 2010 mais cinco álbuns, quando a banda anunciou um hiato, que terminou em 2012 com o lançamento do álbum Valtari, e um ano depois o álbum Kveikur.
Além do Sigur Rós, Jónsi ainda tem um projeto juntamente com seu namorado, Alex Somers, chamado Jónsi & Alex. Eles lançaram seu primeiro livro auto-intitulado em novembro de 2006, numa capa dura em relevo limitada a mil cópias, juntamente com o primeiro álbum, Riceboy Sleeps em julho de 2009. Em dezembro do mesmo ano, em seu site oficial, Jónsi mostrou uma antecipação de seu primeiro álbum solo, intitulado Go.

### Vonlenska
A língua nativa de Jónsi é a língua islandesa. Mas ele também fala inglês, de acordo com o site oficial do Sigur Rós.
Jónsi é muito conhecido por causa do Vonlenska, que é uma espécie de língua, sem palavras definidas, ou mesmo gramática, que apareceu em várias músicas do Sigur Rós, seja em trechos ou na íntegra, e até mesmo um álbum inteiro da banda, ( ), tem todas as músicas em Vonlenska. Também conhecido como Hopelandic, o Vonlenska foi criado por Jónsi para atuar como uma espécie de "língua inventada", em que canta as letras que são escritas para os vocais. Sem nenhum sentido gramatical ou de vocabulário, o Vonlenska atuaria como qualquer outro instrumento musical.
O nome Hopelandic foi atribuído por um jornalista, por causa da primeira música que teve trechos gravados na linguagem, Von, que significa "esperança", em inglês "hope".

## Vida Pessoal
Jónsi é vegetariano. Ele afirma que não se tornou vegetariano "por causa dos animais", mas que foi algo gradativo, numa preocupação com o bem-estar deles. Jónsi ainda afirma que seria difícil namorar alguém que come carne, dizendo "eu amo os animais e eu não quero matá-los, cozinhá-los ou comê-los, então seria difícil pra mim ver alguém fazer isso."